# トマス・ブロック
トマス・ハリス・ブロック（Thomas Harris Block, 1945年 - ）は、アメリカの小説家。
『レッド・ドラゴン』『羊たちの沈黙』などのハンニバル・レクター博士シリーズの作者トマス・ハリスは別人。

## 経歴
ニューヨーク生まれ。
航空会社USエアウェイズのパイロットとして勤務の傍ら、業務上の知識を活かして小説を執筆し、処女作にして代表作である『超音速漂流』は航空パニック小説の傑作と評される。
なお、この作品は当初ブロックの単独名義で発表されたが、のちに友人の作家ネルソン・デミルとの共作であったことを公表。現在は両者の名義で刊行されている。

## 著作
- 『超音速漂流』（Mayday (1979)、村上博基訳、文藝春秋） 1982.6、のち文春文庫 1984.1　ISBN 4-16-727521-X
  - 『超音速漂流』改訂版（ネルソン・デミル共著、村上博基訳、文春文庫） 2001.12
- 『亜宇宙漂流』（Orbit (1982)、鎌田三平訳、文春文庫） 1983.6
- 『盗まれた空母』（Forced Landing (1983)、鎌田三平訳、文春文庫） 1985.1　ISBN 4-16-727522-8
- 『影なきハイジャッカー』（Skyfall、栃原啓訳、文春文庫） 1988.4　ISBN 4-16-727584-8